# Badia de Hudson
La badia de Hudson (en anglès Hudson Bay, en francès Baie d'Hudson, en inuktitut Kangiqsualuk Ilua, en cree Wînipekw o Wînipâkw) és una gran cos d'aigua que es troba al nord-est del Canadà. Banya el nord de les províncies d'Ontario, Quebec i Manitoba i el sud-est de Nunavut. La badia de Hudson forma part de l'oceà Atlàntic, amb el qual connecta per l'est a través de l'estret de Hudson. Pel nord connecta amb oceà Àrtic a través del canal de Foxe, que no es considera part de la badia. A l'extrem sud-oriental s'hi obre la badia de James. Totes les illes de la badia de Hudson formen part de Nunavut.
La badia és poc profunda i a causa de la seva alta latitud es congela totalment durant almenys sis mesos a l'any. A les seves costes, principalment a Manitoba, habita l'ós blanc, que es dedica a la cacera sobre la superfície gelada; quan el gel es fon cap al mes de juny, els ossos tornen a la costa i esperen la nova temporada hivernal.

## Geografia
La badia de Hudson s'estén sobre més d'1.230.000 km², cosa que la converteix en la segona badia més gran del món rere la badia de Bengala). La seva amplada és d'uns 1.300 km en direcció E-W i de quasi 1.000 km N-S. La seva conca és poc profunda, amb una mitjana de 125 metres de profunditat, i una de màxima de tan sols 257 metres. El fons és poc accidentat, amb algunes depressions i bancs poc profunds, perquè durant la darrera glaciació fou raspallat l'escut canadenc precambrià per les glaceres. L'arc circular gairebé perfecte de la riba sud-oriental de la badia de Hudson és l'arc de Nastapoka.
Són nombroses les illes que hi ha a la badia, la majoria properes a la costa est. Totes elles formen part del territori de Nunavut. Destaquen el grup de les illes Belcher i el de les illes Ottawa.
Per l'est es troba connectada amb l'oceà Atlàntic per l'estret de Hudson; pel nord, amb l'oceà Àrtic per la conca de Foxe, que no es considera part de la badia, i per l'estret Fury and Hecla.
El flux de les aigües de l'Àrtic del nord de la badia i de les aigües dolces procedents dels molts rius que hi desguassen, com el riu Churchill i el riu Nelson, mantenen un nivell de salinitat molt més baix que el nivell mitjà dels mars. L'aigua comença a congelar-se a primers de novembre i ho acaba fent durant el desembre. El gel es manté fins a juny, tot i que es formen polínies al gel pel vent, fins i tot durant els mesos més freds.
La badia de Hudson forma part de l'oceà Atlàntic. Algunes vegades les conques de la badia de Hudson Bay i l'estret de Hudson han estat considerades part de l'oceà Àrtic tot i que les seves aigües van a parar majoritàriament a l'Atlàntic. Algunes fonts descriuen la badia de Hudson com un mar marginal de l'oceà Atlàntic o l'oceà Àrtic.

### Flora i fauna

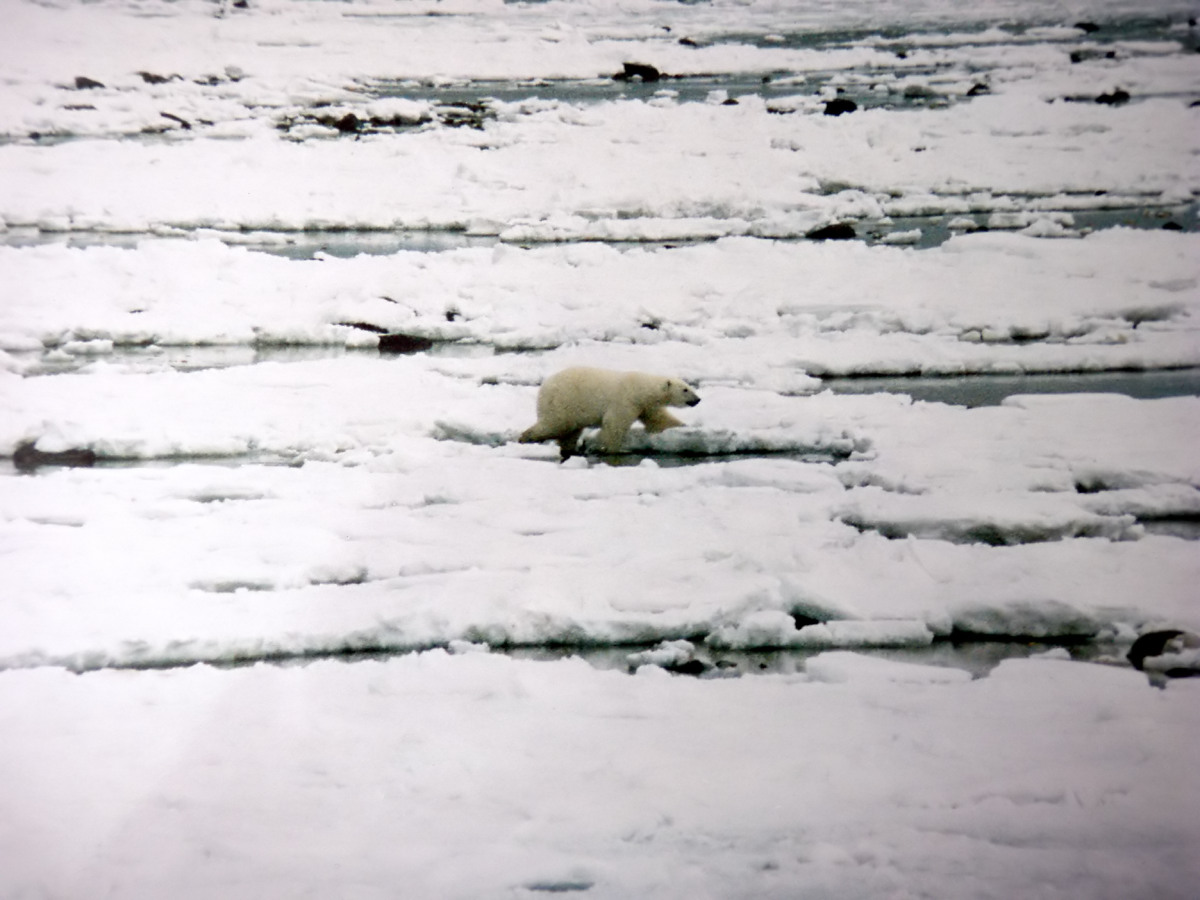
Ós blanc damunt el gel a primers de novembre a la badia de Hudson.

Les terres riberenques de la badia cobreixen 324.000 km², són relativament planes i cobertes de pantàs àcids. La badia de Hudson se situa en general al nord del límit arbori. La vegetació al sud és de tipus muskeg, una barreja de torba amb uns quants arbres. Els indis Cree en diuen wiinipekw, aigua fangosa, el mateix nom que donen al llac Winnipeg. Avançant cap al nord de la badia es troba la tundra i el permafrost on la temperatura està la major part de l'any bastant per sota del punt de congelació.
Les espècies de peixos més abundants són la truita alpina (Salvelinus alpinus), el Mallotus villosus, el bacallà polar (Boreogadus saida) i el bacallà de Groenlàndia (Gadus ogac). A banda, prop de 20.000 belugues (Delphinapterus leucas) passen l'estiu a la costa oest de la badia.
L'ós blanc és un altre habitant de la badia. L'estiu el passen en terra ferma criant els seus petits a l'espera de tornar cap a la badia una vegada el gel sigui bastant sòlid per suportar-los.
Les maresmes de la badia de Hudson són freqüentades per algunes poblacions d'aus aquàtiques. En destaquen l'oca del Canadà (Branta canadensis i el Falcó pelegrí (Falco peregrinus).

## Geologia
La badia deHudson ocupa una gran depressió, coneguda com la conca de la badia d'Hudson, que es troba dins de l'escut canadenc. La recopilació i interpretació de dades d'afloraments, sísmiques i forats per a l'exploració d'embassaments de petroli i gas dins de la conca de la badia d'Hudson va trobar que està omplert per, com a màxim, 2.500 m de pedra calcària de l'Ordovicià al Devonià, dolomies, evaporites, esquistos negres i diverses roques sedimentàries clàstiques que es troben a menys de 60. d’estrats del Cambrià que consisteixen en gresos i conglomerats de quars no fossífers, recoberts per dolomies sorrenques i estromatòlitiques. A més, es conserva una petita quantitat de sorres i graves fluvials del Cretaci terrestre en el farciment d'una depressió prominent en forma d'anell al voltant del 325–650, creat per la dissolució de les evaporites silúries durant el període Cretaci.
A partir de la gran quantitat de dades geològiques publicades que s'han recopilat com a resultat de l'exploració d'hidrocarburs, la investigació acadèmica i la cartografia geològica relacionada, s'ha reconstruït una història detallada de la conca de la badia d'Hudson. Durant la major part del període Cambrià, aquesta conca no existia. Més aviat, aquesta part de l'àrea de l'escut canadenc encara era topogràficament alta i emergent. Va ser només durant la part posterior del Cambrià que l'augment del nivell del mar de la transgressió marina de Sauk el va submergir lentament. Durant l'Ordovicià, aquesta part de l'escut canadenc va continuar submergida per l'augment del nivell del mar, excepte per una breu regressió marina a l'Ordovicià mitjà. Només començant a l'Ordovicià tardà i continuant cap al Silúrià, la subsidència regional gradual d'aquesta part de l'escut canadenc va formar la conca de la badia d'Hudson. La formació d'aquesta conca va donar lloc a l'acumulació d’esquist bituminós negre i dipòsits d'evaporita dins del seu centre, pedra calcària i dolomita gruixuda del marge de la conca, i el desenvolupament d'extensos esculls que envoltaven els marges de la conca que es van aixecar tectònicament a mesura que la conca va disminuir. Durant l'època del Silúric mitjà, la subsidència va cessar i aquesta conca es va aixecar. Va generar un arc emergent, sobre el qual van créixer els esculls, que dividia la conca en subconques oriental i occidental. Durant el període Devonià, aquesta conca es va omplir de llits vermells terrestres que s'intercalen amb la pedra calcària marina i les dolomies. Abans que la deposició s'acabés per regressió marina, l'esquist bituminós negre del Devonià superior es va acumular al sud-est de la conca.
La història restant de la conca de la badia de Hudson és en gran part desconeguda, ja que una important disconformitat separa els estrats del Devonià superior dels dipòsits glacials del Plistocè. A excepció de les sorres fluvials i graves del Cretaci terrestre poc conegudes que es conserven com a farciments d'un anell d'estrats enfonsats al voltant del centre d'aquesta conca, els estrats que representen aquest període estan absents de la conca de la badia de Hudson i de l'escut canadenc circumdant.
L'escut precambrià subjacent a la badia de Hudson i en el qual es va formar la conca de la badia d'Hudson està compost per dos protocontinents arcaics, els cratons de Churchill occidental i superiors. Aquests cratons estan separats per un collage tectònic que forma una zona de sutura entre aquests cratons i l’orògen Trans-Hudson. Els cratons Western Churchill i Superior van xocar a uns 1,9-1,8 Ga a l'orogènia Trans-Hudson. A causa de les formes irregulars dels cratons en col·lisió, aquesta col·lisió va atrapar entre ells grans fragments d'escorça juvenil, un microcontinent important i terres d'arc insular, sota el que ara és el centre de la moderna badia d'Hudson com a part de l'orògen Trans-Hudson. Les illes Belcher són la superfície erosionada del Belcher Fold Belt, que es va formar com a resultat de la compressió tectònica i el plegament dels sediments que es van acumular al llarg del marge del crató superior abans de la seva col·lisió amb el crató de Churchill occidental.

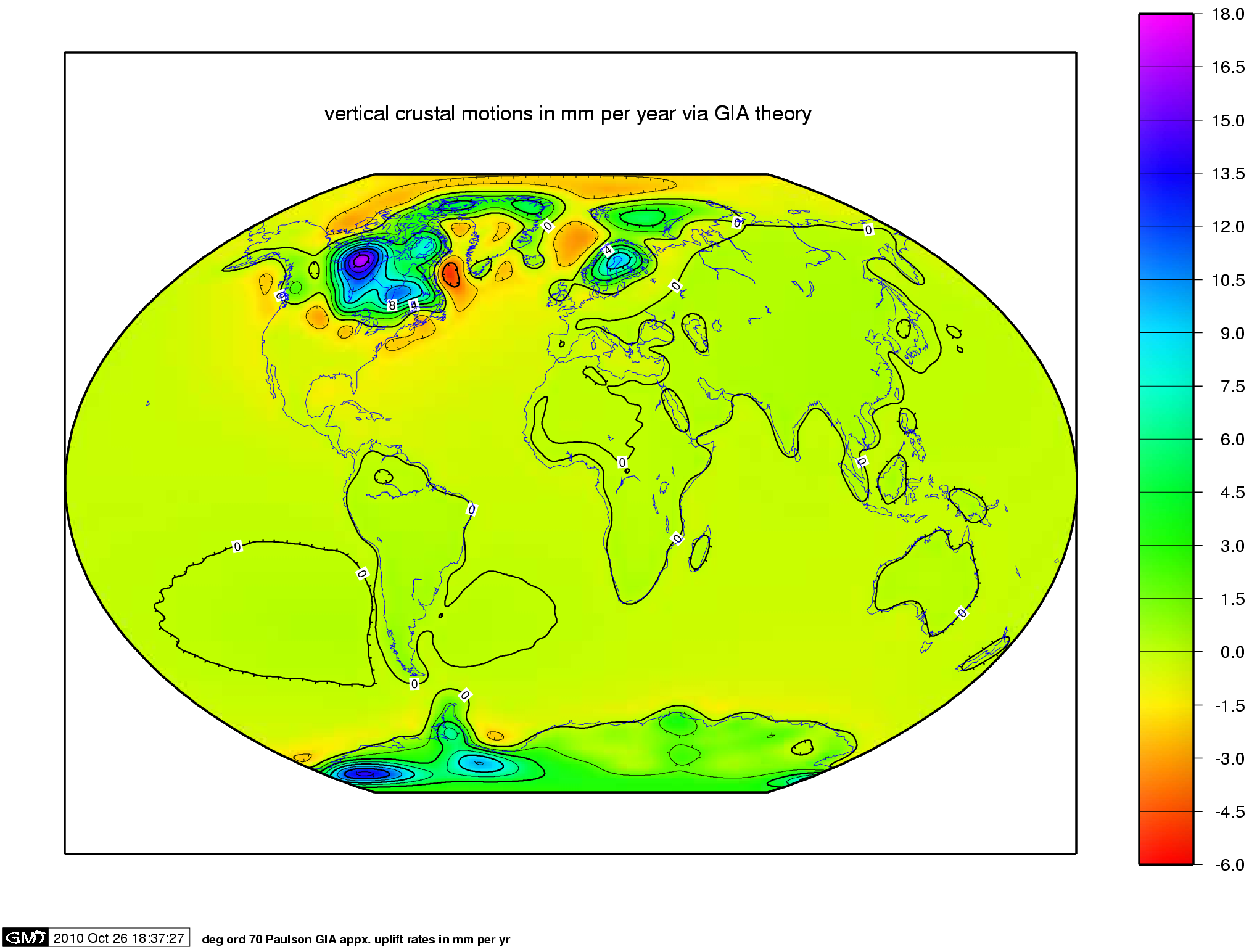
Mapa del rebot postglacial. La badia d'Hudson es troba a la regió de l'ascens més ràpid.

### Anomalia de la gravetat a l'aire lliure
La badia de Hudson i la conca estructural associada es troben al centre d'una gran anomalia de gravetat a l'aire lliure que es troba dins de l'escut canadenc. La similitud en l'extensió de l'àrea de l'anomalia de la gravetat a l'aire lliure amb el perímetre de l'antiga capa de gel de Laurentide que cobria aquesta part de Laurència va portar a una conclusió de llarga durada que aquesta pertorbació de la gravetat de la Terra reflectia l'ajust isostàtic glacial encara en curs a la fusió. i la desaparició d'aquesta capa de gel. Les dades recollides al Canadà per la missió de satèl·lit GRACE (Gravity Recovery and Climate Experiment) van permetre als geofísics aïllar el senyal de gravetat associat a l'ajust isostàtic glacial del procés a escala més llarga de convecció del mantell que es produeix sota l'escut canadenc. A partir d'aquestes dades, els geofísics i altres científics de la Terra van concloure que la capa de gel de Laurentide estava composta per dues grans cúpules a l'oest i a l'est de la badia de Hudson. Modelant l'ajust isostàtic glacial mitjançant les dades GRACE, van concloure que entre el 25 i el 45% de l'anomalia de gravetat a l'aire lliure observada es devia a l'ajust isostàtic glacial en curs, i la resta probablement representi efectes a escala de temps més llarga de la convecció del mantell.

### Semicercle sud-est
Els científics de la Terra no estan d'acord sobre què va crear la característica semicircular coneguda com l'arc de Nastapoka que forma una secció de la costa del sud-est de la badia d'Hudson. L'arc de Nastapoka forma una corba de 155 graus i sembla ser molt circular. Tenint en compte l'escassetat d'estructures d'impacte a la Terra en relació amb la Lluna i Mart, Carlyle Smith Beals va proposar que possiblement forma part d'una estructura d'impacte extraterrestre del Precambrià que és comparable en grandària al Mare Crisium a la Lluna. En el mateix volum, John Tuzo Wilson va comentar la interpretació de Beals i va proposar alternativament que l'arc de Nastapoka es podria haver format com a part d'un extens orogen de col·lisió continental precambrià, vinculat al tancament d'una antiga conca oceànica. El consens general actual és que es tracta d'un límit arquejat d'origen tectònic entre el Belcher Fold Belt i el soterrani no deformat del Crató Superior creat durant l'orogènia Trans-Hudson. Això es deu al fet que no s'ha trobat cap evidència creïble d'aquesta estructura d'impacte mitjançant estudis magnètics regionals, gravetat de Bouguer o altres estudis geològics. No obstant això, altres científics de la Terra han proposat que l'evidència d'un impacte arqueà podria haver estat emmascarada per la deformació que acompanyava la formació posterior de l'orogen Trans-Hudson i consideren un origen d'impacte com una possibilitat plausible.

## Història

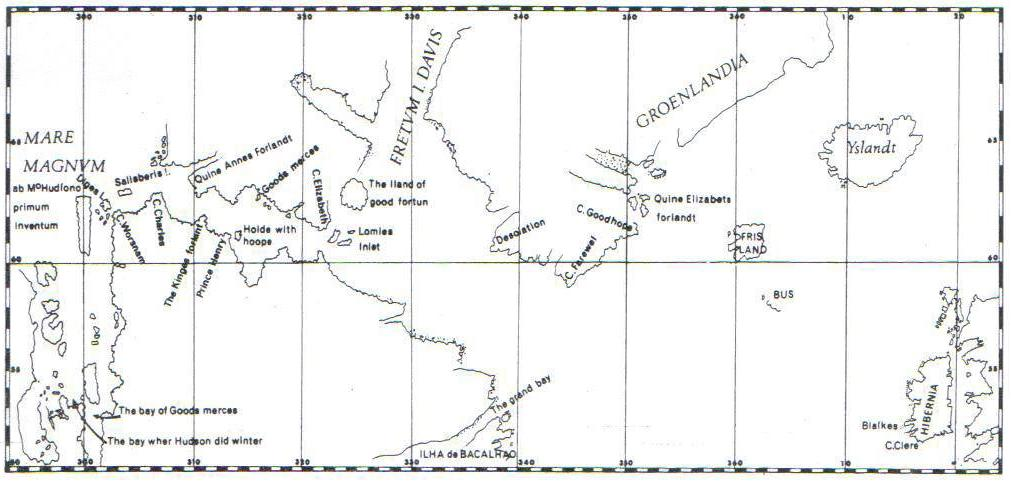
Mapa de Henry Hudson.

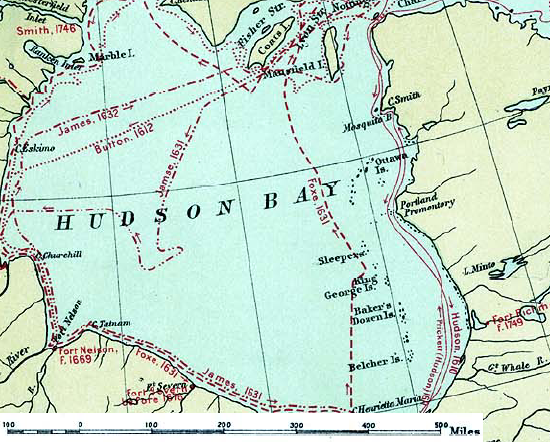
Mapa que mostra les expedicions a la badia de Hudson.

La badia fou anomenada així en honor de Henry Hudson, que el 1610 la va explorar a bord del vaixell Discovery i que un any abans havia donat nom també al riu Hudson de l'estat de Nova York. En el seu quart viatge Hudson va partir a la recerca del pas del Nord-oest. Vorejant la costa occidental de Groenlàndia i després de travessar l'estret que ara porta el seu nom, es va endinsar a la badia. Allà va passar tres mesos explorant i cartografiant gran part de la seva costa oriental.
Creient que es trobava al Pacífic va navegar cap al sud fins a trobar-se a la badia de James. Al novembre el Discovery va quedar atrapat pel gel, i la tripulació va sobreviure a terra, passant molt de fred i amb escassetat d'aliments. Quan amb l'arribada de la primavera el gel va alliberar el vaixell, Hudson volia explorar la resta de la zona, però el 22 de juny de 1611 la tripulació es va amotinar. Hudson, el seu fill i altres set membres de la tripulació van ser abandonats a la seva sort en un petit bot i mai més es va saber d'ells. Els pocs amotinats que van sobreviure van arribar a Anglaterra gràcies a l'habilitat del pilot Robert Bylot, on van ser empresonats temporalment. En ser alliberat Bylot, el 1612 va tornar a la badia de Hudson acompanyat per Sir Thomas Button. A la desembocadura del riu Nelson van passar l'hivern. A la primavera de 1613 van seguir cap al nord fins a una latitud de 65°, abans de tornar a Anglaterra.
El maig de 1631 fou Thomas James, a bord de l'Henrietta Maria, el que va explorar la badia, especialment la part meridional que ara porta el seu nom. Aquell mateix mes de maig Luke Foxe va emprendre un viatge de reconeixement de la badia de Hudson, en el sentit contrari de les agulles del rellotge. Allà es va trobar amb James, abans de ser el primer navegant a endinsar-se a la conca de Foxe i recórrer la costa occidental de l'illa de Baffin.
La badia de Hudson està associada amb la lluita franco-britànica per Amèrica del Nord durant els segles xvii XVIII, ja que donava accés als extensos territoris de comerç de pells en els quals cada país volia tenir l'exclusivitat. Els francesos, establerts a la vall del riu Sant Llorenç van enviar sovint expedicions per desallotjar els centres comercials de pells que els anglesos havien erigit allà sota la protecció de la Companyia de la Badia de Hudson. Els anglesos feien el mateix amb els centres francesos. La situació no es va solucionar fins després de la cessió d'aquest territori a l'Imperi Britànic el 1713 pel Tractat d'Utrecht.

## Poblament
La costa de la badia de Hudson està molt poc habitada, amb només una dotzena de petites comunitats. Algunes d'elles van ser fundades durant els segles xvii i xviii per la Companyia de la Badia de Hudson com a centres d'operacions, sent uns quants dels assentaments més antics a l'oest del Canadà. Amb el tancament dels centres i de les botigues per part de la Companyia de la Badia de Hudson durant la segona meitat del segle xx, molts pobles de la costa estan poblades gairebé exclusivament per indis creu i inuit. Els principals centres comercials de la costa eren York Factory i Prince of Wales Fort.

## Economia

S'espera que la ruta marítima del pont àrtic (línia blava) uneixi Amèrica del Nord amb els mercats d'Europa i Àsia mitjançant rutes sense gel a través de l'oceà Àrtic.

Els períodes més llargs de navegació sense gel i la reducció de la cobertura de gel de l'oceà Àrtic han provocat l'interès rus i canadenc pel potencial de rutes comercials a través de l'Àrtic i cap a la badia de Hudson. L'anomenat pont àrtic uniria Churchill, Manitoba, i el port rus de Múrmansk. L'augment de vaixells que travessen el pont àrtic proposat donarà lloc a un augment dels accidents que alliberaran contaminants al medi ambient, a causa de la congelació de l'aigua en la neteja hivernal serà més dura i amb un període més curt.

### Port
El port més gran de la badia de Hudson és la ciutat de Churchill, que es troba al riu del mateix nom, el riu Churchill. El port de Churchill és un port de propietat privada a la badia de Hudson a Churchill, Manitoba, Canadà. Les rutes des del port connecten amb l'Atlàntic Nord a través de l'Estret de Hudson. A partir de l'any 2008, el port disposava de quatre atracades d'aigua profunda capaços de manejar vaixells de mida Panamax per a la càrrega i descàrrega de grans, mercaderies a granel, càrrega general i vaixells cisterna. El port està connectat amb el ferrocarril de la badia d'Hudson, que comparteix la mateixa empresa matriu, i les connexions de càrrega es fan amb el sistema ferroviari nacional canadenc a la terminal sud d'HBR a The Pas. És l'únic port de la seva mida i abast al Canadà que no connecta directament amb el sistema de carreteres del país; totes les mercaderies enviades per terra cap a i des del port han de viatjar per ferrocarril.
El port era propietat inicialment del govern del Canadà, però es va vendre el 1997 a l'empresa nord-americana OmniTRAX per funcionar de manera privada. El desembre de 2015, OmniTRAX va anunciar que estava negociant la venda del port i del ferrocarril de la badia d'Hudson associat a un grup de Primeres Nacions amb seu al nord de Manitoba. Sense que no s'hagi finalitzat la venda el juliol de 2016, OmniTRAX va tancar el port i les principals operacions de transport ferroviari de mercaderies l'agost de 2016. El ferrocarril va continuar transportant càrrega per proveir la mateixa ciutat de Churchill fins que la línia va ser danyada per les inundacions el 23 de maig de 2017. El port i el ferrocarril de la badia d'Hudson es van vendre a Arctic Gateway Group —un consorci de primeres nacions, governs locals i inversors corporatius— el 2018. El 9 de juliol de 2019, els vaixells en missions per reabastir les comunitats àrtiques van començar a aturar-se al port per a càrrega addicional, i el port va començar a enviar gra de nou el 7 de setembre de 2019.